# عنوان الشبكة

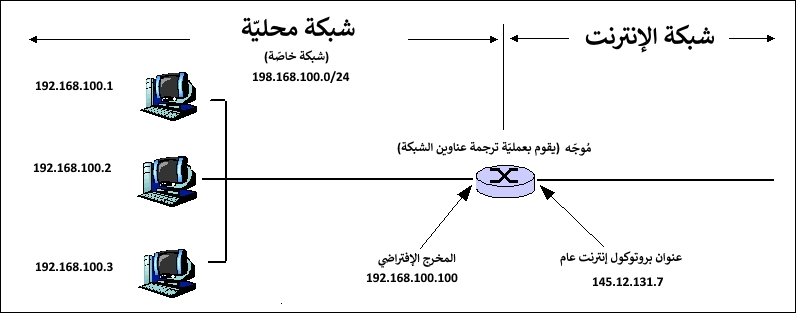
صورة يظهر بها اجهزة كمبيوتر يحتوي كل منها على عنوان الشبكة الخاص به

عنوان الشبكة (بالإنجليزية: Network Address)‏ هو معرف لعقدة أو مضيف على شبكة اتصالات. صُمِّمَت عناوين الشبكة لتكون معرفات فريدة عبر الشبكة، على الرغم من أن بعض الشبكات تسمح للعناوين الخاصة، المحلية أو العناوين التي تتم إدارتها محليًا والتي قد لا تكون فريدة عالميًا. في بعض الحالات، قد تحتوي مضيفات الشبكة على أكثر من عنوان شبكة ؛ على سبيل المثال، كل واجهة شبكة قد يكون معرف بشكل فريد. علاوة على ذلك، نظرًا لأن البروتوكولات تكون في كثير من الأحيان ذو طبقات، يمكن أن يحدث أكثر من عنوان شبكة بروتوكول في أي واجهة أو عقدة شبكة معينة ويمكن استخدام أكثر من نوع واحد من عناوين الشبكة في أي شبكة واحدة.

## أمثلة
تتضمن أمثلة عناوين الشبكات ما يلي:
- رقم الهاتف، في شبكة الهاتف العامة التبديلية
- عنوان آي بي في شبكات الكمبيوتر المشتركة، وكذلك الإنترنت
- عنوان IPX، في الشبكة محلية
- عنوان حزمة بروتوكولات X25 أو X.21، في شبكة بيانات بتبديل الدارة
- عنوان التحكم بالنفاذ للوسط، في إيثرنت وتقنيات شبكات أخرى محددة